# Puerto Pinasco
Puerto Pinasco è un centro abitato del Paraguay, situato nel Dipartimento Presidente Hayes, a 527 km dalla capitale del paese, Asunción; la località forma uno degli 8 distretti del dipartimento. 

## Popolazione
Al censimento del 2002 Puerto Pinasco contava una popolazione urbana di 808 abitanti (3.948 nel distretto).

## Caratteristiche
Fondata nel 1917 attorno ad un'importante segheria, Puerto Pinasco fu in seguito un importante centro di produzione di tannino, prima che l'attività perdesse importanza. Le principali attività economiche sono l'agricoltura, l'allevamento e la silvicoltura.